# Taraxacum caudatulum
Taraxacum caudatulum — вид квіткових рослин з родини айстрових (Asteraceae). Вид зростає в Європі: Данія, Норвегія, Швеція, Фінляндія, Нідерланди, Бельгія, Швейцарія, Польща, Франція, Естонія; це багаторічна рослина помірних біомів.